# 1843 год в истории железнодорожного транспорта
1843 год в истории железнодорожного транспорта

## События
- 25 февраля — Великий герцог Гессена и Великий герцог Бадена (в настоящее время — Германия) заключили соглашение о постройке железной дороги Майн-Некар-Айзенбан, соединяющую Гейдельберг с государственной железной дорогой в Баден.
- 3 мая — открытие линии Париж—Руан (Франция).
- 9 мая — начало регулярного движения по линии Париж—Руан (Франция).
- Июль — железная дорога Лидс и Брэдфорд в Уэст-Йоркшире (Англия) получает закон парламента.
- Октябрь — Гораций Аллен сменяет Уильяма Максвелла на посту президента железной дороги Эри[1].
- 15 октября — официальное открытие первой постоянной международной железнодорожной линии между Антверпеном (Бельгия) и Кёльном (Германия) (третий день открытия торжеств Антверпен — Кёльн, часть Льеж (Бельгия) — Кёльн).
- Джон Кук, в будущем основатель компании «Кук Локомотив Уоркс» (Cooke Locomotive Works), становится начальником американской паровозной компании «Роджерс Локомотив энд Машин Уоркс» (Rogers Locomotive and Machine Works).

## Персоны

### Родились
- 3 февраля — Уильям Корнелиус Ван Хорн (англ. William Cornelius Van Horne; ум. 1915), руководивший строительством крупнейшей Канадской Тихоокеанской железной дороги (англ. Canadian Pacific Railway), самый молодой начальник Центральной железной дороги штата Иллинойс (англ. Illinois Central Railroad).
- 15 июля — Томас Флетчер Оукс (англ. Thomas Fletcher Oakes; ум. 1919), президент Северной Тихоокеанской железной дороги (англ. Northern Pacific Railway) в 1888—1893 гг.[2]
- 27 ноября — Корнелиус Вандербильт II (англ. Cornelius Vanderbilt II; ум. 1899), президент Нью-Йоркской Центральной железной дороги (англ. New York Central Railroad).